# Diplotropis
Diplotropis é um género botânico pertencente à família Fabaceae.